# Oberafferbach
Oberafferbach ist ein Gemeindeteil der Gemeinde Johannesberg im unterfränkischen Landkreis Aschaffenburg in Bayern.

## Geographie
Das Dorf Oberafferbach liegt an der Staatsstraße 2309 zwischen Johannesberg und Glattbach. Der topographisch höchste Punkt der Dorfgemarkung befindet sich mit 371 m ü. NHN im nördlichen Ortsgebiet, der niedrigste liegt am Afferbach auf 206 m ü. NHN. Durch Oberafferbach führt der Fränkische Marienweg.

### Nachbargemarkungen
Folgende Gemarkungen grenzen an das Ortsgebiet von Oberafferbach:
| Rückersbach (mit Sternberg) | Reichenbach und Johannesberg                | Breunsberg     |
|                             | Kompassrose, die auf Nachbargemeinden zeigt | Unterafferbach |
| Steinbach                   | Glattbach und Damm                          |                |

## Geschichte
Am 27. November 1200 wurde der Ort als „Affulderbach“ im Nekrolog des Stiftes Sankt Peter und Alexander erstmals durch einen Hartlibus erwähnt. Noch 1818 wurde Oberafferbach als „Oberaffholdersbach“ erwähnt. „Oberaffholdersbach“ ist wie der Ortsname „Affoltern“ abgeleitet von „aphaltra“ (Apfelbaum, ahd. aphal=Apfel, ahd. tra=Baum).
Im 13. Jahrhundert wurde eine erste romanische Kirche errichtet mit einer West-Ost-Ausrichtung. Als Höhenkirche wurde sie außerhalb der Ortschaft Oberafferbach auf dem Johannesberg erbaut. Zum 22. September 1232 wurde in einer in Mainz ausgestellten Urkunde eine Holzmühle in Steinbach und ein Hof in Oberafferbach erwähnt. Ritter Johannes von Wasen trug am 17. Oktober 1291 im Rahmen eines umfangreichen Grundstücksgeschäftes der Stiftskirche St. Peter und Alexander zu Aschaffenburg seinen Hof in Oberafferbach als Lehen auf.
Das alte Pfarrhaus auf dem Johannesberg wurde erstmals am 2. September 1550 erwähnt. Im Zuge des österreichischen Erbfolgekrieges zerstörten englische Truppen am 26. August 1743 die Kirche.
Am 1. Juli 1862 wurde das Bezirksamt Aschaffenburg gebildet, auf dessen Verwaltungsgebiet Oberafferbach lag. 1939 wurde wie überall im Deutschen Reich die Bezeichnung Landkreis eingeführt. Oberafferbach war nun eine der 33 Gemeinden im Altkreis Aschaffenburg. Dieser schloss sich am 1. Juli 1972 mit dem Landkreis Alzenau in Unterfranken zum neuen Landkreis Aschaffenburg zusammen.
Die Gemeinde Oberafferbach beschloss am 26. April 1878 die Gründung der Freiwilligen Feuerwehr. Mit der ersten freiwilligen Phase der Gebietsreform schlossen sich mit Wirkung vom 1. Juli 1972 die vormals selbstständigen Gemeinden Breunsberg, Johannesberg, Oberafferbach und Rückersbach zu einer neuen Gemeinde mit dem Namen Johannesberg zusammen.

## Bürgermeister von Oberafferbach
Erster bekannter Ortsvorsteher in Oberafferbach war im Jahr 1812 der Maire Andreas Kraus. Sein Adjunct hieß Johann Deller. Damals gehörte außer dem Hagelhof noch das Gut Rauenthal zu Oberafferbach. Für 1848 ist Jacob Sauer als Gemeindevorsteher nachgewiesen. 1867 war ein Herr Eisert Gemeindevorsteher. Ab 1876 ist die Folge lückenlos: Bis 1903 war Hieronymus Eisert im Amt, auf ihn folgten Andreas Eisert (1904–1933), Peter Fecher (1933–1945), Karl Bayer (1945–1948) und bis 1956 Lothar Stickler. Als letzter Bürgermeister war Adam Wombacher tätig, bis 1972 Oberafferbach zu Johannesberg eingemeindet wurde.

## Einwohnerentwicklung
(jeweiliger Stichtag: 31. Dezember)
| Jahr | Einwohnerzahl |
| ---- | ------------- |
| 1805 | 239           |
| 1812 | 235           |
| 1975 | 1230          |
| 1980 | 1309          |
| 1985 | 1315          |

| Jahr | Einwohnerzahl |
| ---- | ------------- |
| 1990 | 1396          |
| 1995 | 1443          |
| 2000 | 1433          |
| 2005 | 1455          |
| 2010 | 1427          |

| Jahr | Einwohnerzahl |
| ---- | ------------- |
| 2015 | 1424          |
| 2020 | 1489          |

## Vereine
- Fußball und Kegeln: FC Oberafferbach 1934 e.V.
- Freiwillige Feuerwehr Oberafferbach
- Schützenverein Grüntal Oberafferbach
- Angelsportverein Hirschbornquelle e.V.